# Luis Marden
Luis Marden (nacido Annibale Luigi Paragallo) (25 de enero de 1913 - 3 de marzo de 2003) fue un fotógrafo, explorador, escritor, realizador cinematográfico, buzo, navegante y lingüista estadounidense que trabajó para la revista National Geographic, en la que llegó a desempeñarse como jefe del personal internacional. Fue pionero en el uso de la fotografía en color, tanto en tierra como bajo el agua, y realizó varios descubrimientos en el mundo de la ciencia. Su naturaleza erudita en varios campos ha llevado a muchos a considerarlo como ejemplo del "hombre National Geographic", una manifestación del viejo aventurero que llegó hasta los rincones más aislados del mundo en búsqueda de material para los artículos más extensos de la revista. Retirado en 1976, Marden continuó escribiendo ocasionalmente artículos, hasta mucho después. Escribió más de 60 artículos para National Geographic. 